# Tania Kassis
Pour les articles homonymes, voir Kassis.
 (mars 2019).
Si vous disposez d'ouvrages ou d'articles de référence ou si vous connaissez des sites web de qualité traitant du thème abordé ici, merci de compléter l'article en donnant les références utiles à sa vérifiabilité et en les liant à la section « Notes et références ».
Tania Kassis est une chanteuse franco-libanaise née à Beyrouth le 28 juillet 1982 au Liban.

## Biographie
Elle a grandi à Beyrouth avant de fuir vers Ballouneh en 1989, en raison de l'intensification des combats dans la capitale libanaise. Puis elle déménage à Faqra pendant un an où sa mère la fait étudier avec son frère durant toute l'année scolaire. En 1990, Tania Kassis revient à Beyrouth pour intégrer le Grand Lycée Franco-Libanais jusqu'à la Terminale.  
En 2001, elle suit un cursus de marketing à la Lebanese American University où elle obtient une licence en 2003. 
Elle décide en 2003 de poursuivre ses études à Paris dans le conservatoire de la ville de Paris du XVIe arrondissement où elle reçoit son diplôme d'Opéra en 2007. En 2010, elle rentre au Liban. 
Tania Kassis commence sa carrière en 2007 en donnant des concerts en Amérique latine et au Liban. Elle donne en même temps des cours de chant en France, une passion qu'elle continue dans son pays natal en ouvrant la Tania Kassis Academy. 

## Chansons et Prix
Tania Kassis remporte le Murex d'Or le 4 juin 2015 pour la meilleure chanson patriotique de l'année, Watani. Mais la chanson qui va la propulser sur la scène internationale, est son Ave-Maria Islamo-Chrétien. Un Ave-Maria de Giulio Caccini sur fond d’incantation du muezzin, Allah akbar, un arrangement inspiré du célèbre cantique Ave Maria. 
Le style musical de Tania Kassis va de chansons patriotiques pour son pays natal, le Liban, et notamment Beyrouth, comme par exemple Ounchoudat Beirut (Chanson pour Beyrouth) ou Watani (Mon pays) jusqu'aux airs variés internationaux. 
Le 10 novembre 2015, elle est reçue par le Pape François après son concert à la place Duomo devant plus de 50 000 personnes.

### Principaux concerts
- 2001 : Elle représente le Liban aux Jeux de la Francophonie au Canada et se voit décerner la médaille du mérite libanais
- 2007 : Concert à l'Unesco
- 2009 : Concert au Collège des Bernardins
- 2009 : Concert pour les jeux de la Francophonie au Liban
- 2012 : Concert à l'Olympia
- 2015 : Concert à l'Opéra de Sydney

## Ouverture de Tania Kassis Academy
Tania Kassis Academy est un centre de formation musicale. Elle se compose de deux emplacements. La première a ouvert en septembre 2016 et accueillait à son ouverture 20 élèves. En 2018, l’académie accueille 150 élèves. Outre les cours de chant, Tania Kassis Academy assure des cours de guitare, violon, piano... L'académie est gérée par Tania Kassis qui y assure certains cours de chant et les masterclass. Les cours à Dbaiyeh se tiennent à The Village